# 崔高
崔高（韓語：최고，2012年11月16日—），韓國童星。

## 演出作品

### 電視劇
- 2017年：JTBC《大力女子都奉順》飾演 幼稚園生目擊者（EP01）
- 2018年：SBS《要先接吻嗎？》飾演
- 2018年：tvN《Live : 轄區現場》飾演 網咖被忽略的孩子
- 2018年：tvN《Big Forest》飾演 大韓[1]
- 2018年：OCN《神的測驗》飾演 韓鎮宇（童年）
- 2019年：tvN《她的私生活》飾演 許允在（童年）
- 2019年：tvN《我的國家》飾演 方蕃
- 2020年：SBS《無人知曉》飾演 朱漢率
- 2020年：KBS2《出師表》飾演 金子龍[2][3][4]
- 2020年：OCN《驚奇的傳聞》飾演 保育院兒童（EP13.14）
- 2020年：Netflix《Sweet Home》飾演 金英秀[5][6]
- 2021年：tvN《智異山》飾演 崔日萬的兒子（EP04.07.08）
- 2023年：Netflix《Sweet Home 2》飾演 金英秀

### 電影
- 2016年：《再見單身》飾演 平九的三子
- 2017年：《記憶之夜》飾演 有錫（童年）
- 2018年：《一級機密》飾演 英宇的兒子
- 2019年：《怎麼就，結婚了》飾演 朴熙羅

### 話劇
- 2018年：《木偶》飾演 東民[7][8][9]